# Blagoveščenski tjesnac
Blagoveščenski tjesnac (rus. Благовещенский пролив) je tjesnac u Istočnosibirskom moru Arktičkog oceana. Odvaja poluotok Fadejevski otoka Kotelni od zapadne obale otoka Novi Sibir. Oba otoka dio su otočja Novosibirskih otoka. Tjesnac ima oblik zdjele s polumjerom od oko 43,5 km. Na sjeveru se sužava na 25 km, na jugu - na 23 km. Devet mjeseci u godini prekriven je ledom i ledenim čepovima, što otežava plovidbu. Sa zapada se u njega ulijevaju rijeke Pestsovaja, Kela, Hastir; s istoka - Rožina i Terde-Kengir-Jurjah. Tjesnac je istražio Matvej Matvejevič Gedenstrom od 1809. do 1811. godine.